# Rostvertol-Avia

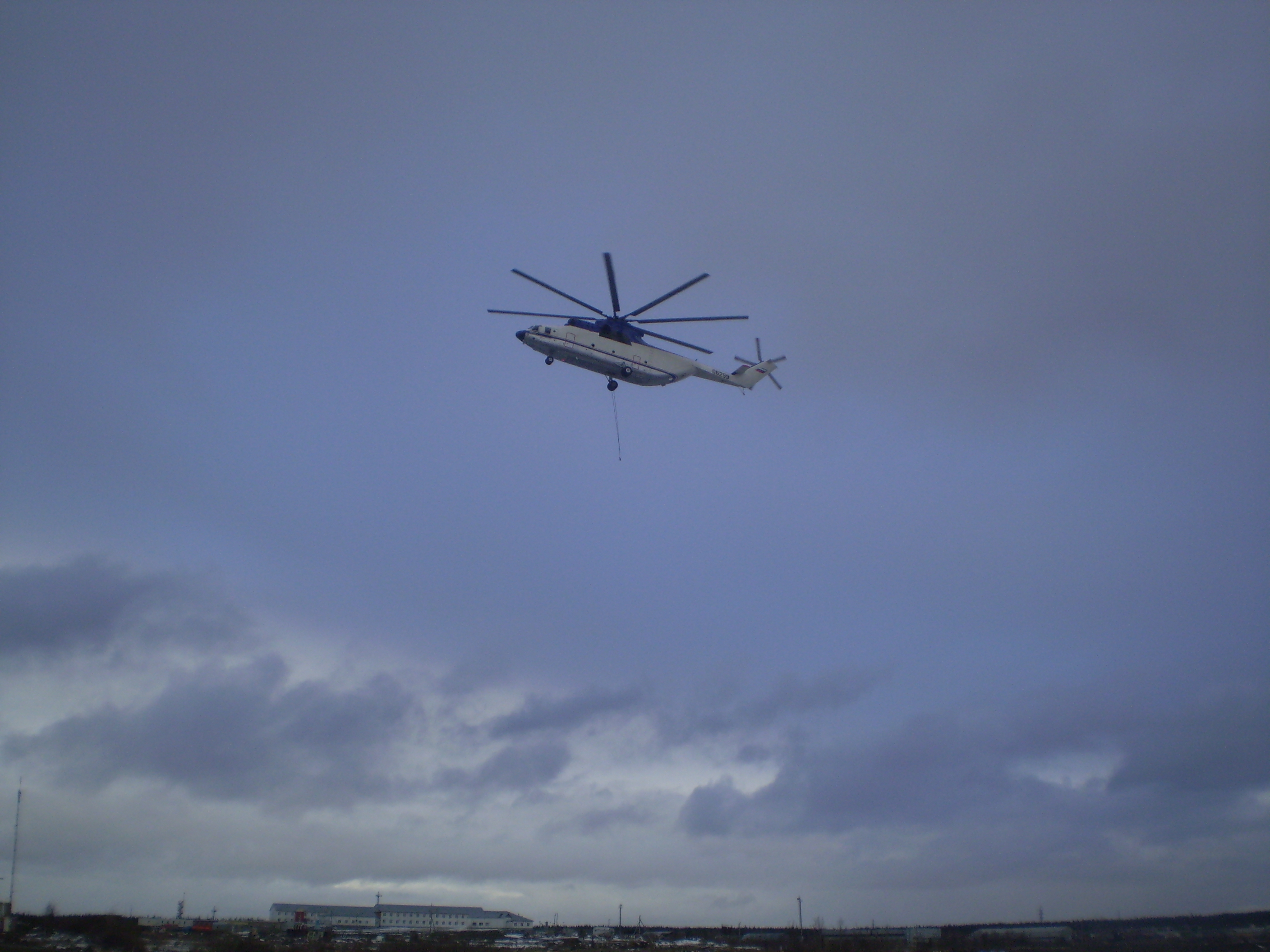
Mil Mi-26T della Rostvertol-Avia in volo

La compagnia aerea russa Rostvertol-Avia (in russo: Роствертол-Авиа) è stata creata sulla base tecnica della casa produttrice degli elicotteri russi Rostvertol di Rostov sul Don fondata nel 1993.

## Strategia
L'hub principale della compagnia aerea è l'aeroporto di Rostov sul Don, l'hub secondario è l'aeroporto di Rostov sul Don-Nord.
Gli elicotteri della compagnia aerea russa effettuano voli cargo nei paesi dell'Unione europea e dell'Asia. Inoltre, la Rostvertol-Avia effettua trasporti aereo straordinari nelle zone settentrionali della Russia europea e in Siberia.

## Flotta
- 3 Mil Mi-26T
- 1 Mil Mi-171

## Accordi commerciali
- Protezione Civile della Russia
- Ministero del Interno della Russia
- Il Governo dell'Oblast' di Rostov, Russia

- Volga-Dnepr